# Добри Попов
Добри Димитров Попов е български офицер, генерал-майор от артилерията, началник на щаба на 2-ра бригада от 8-а пехотна тунджанска дивизия през Балканската (1912 – 1913) и Междусъюзническата война (1913), началник-щаб на 9-а пехотна плевенска дивизия през Първата световна война (1915 – 1918).

## Биография
Добри Попов е роден на 22 септември 1872 г. в с. Калтинец, Османска империя. На 27 август 1889 г. постъпва на военна служба. През 1893 г. завършва в 15-и випуск на Военното на Негово Княжеско Височество училище, на 2 август 1893 е произведен в чин подпоручик и зачислен в артилерията. Служи във Видинския крепостен батальон. На 2 август 1897 е произведен в чин поручик, през 1900 г. служи в 1-ви артилерийски полк и през 1904 г. е произведен в чин капитан. През 1907 г. като капитан от 9-и артилерийски полк е командирован за обучение в Академията на ГЩ в Торино, Италия, която завършва през 1911 година.
По време на Балканската (1912 – 1913) и Междусъюзническата война (1913) капитан Добри Попов е началник на щаба на 2-ра бригада от 8-а пехотна тунджанска дивизия, като на 18 май 1913 г. е произведен в чин майор.
През Първата световна война (1915 – 1918) майор Попов началник-щаб на 9-а пехотна плевенска дивизия, на 30 май 1916 е произведен в чин подполковник, като за тази служба съгласно заповед № 355 от 1921 е награден с Народен орден „За военна заслуга“ IV степен с военно отличие. На 30 май 1918 г. е произведен в чин полковник и за същата служба съгласно заповед № 464 от 1921 година е награден с Военен орден „За храброст“ IV степен, 1 клас.
След войната командва 25-и пехотен драгомански полк, след което служи в пограничната инспекция. Уволнен е от служба на 26 октомври 1920 година.
По време на военната си кариера е преподавател във Военното училище. Умира през 1946 г. в София.

## Семейство
Генерал-майор Добри Попов е баща на писателката Фани Попова-Мутафова.

## Военни звания
- Подпоручик (2 август 1893)
- Поручик (2 август 1897)
- Капитан (1904)
- Майор (18 май 1913)
- Подполковник (30 май 1916)
- Полковник (30 май 1918)
- Генерал-майор

## Образование
- Военно на Негово Княжеско Височество училище (до 1893)
- Академия на ГЩ в Торино, Италия (1907 – 1911)

## Награди
- Военен орден „За храброст“ IV степен, 2 клас
- Орден „Св. Александър“ V степен с мечове по средата
- Народен орден „За военна заслуга“ IV степен с военно отличие (1921)
- Военен орден „За храброст“ IV степен, 1 клас (1921)
- Орден „За заслуга“ на обикновена лента